# Gispert d'Amat i Desbosc de Sant Vicenç
Gispert d'Amat i Desbosc de Sant Vicenç, abat de Sant Pere de Galligants (1639-1654). Va ésser nomenat President de la Generalitat de Catalunya el 22 de juliol de 1644. Va ser abat de Santa Maria de Ripoll (1662-1665)
Era fill de Miquel Joan d'Amat i Desfar de Gravalosa, senyor de Castellbell, Vacarisses i Rellinars, i de la seva dona Peronella Desbosc de Rocabruna. Va ser monjo de l'orde de sant Benet i abat mitrat de Sant Pere de Galligants entre 1639 i 1644, amb una comunitat d'una dotzena de monjos. El 1656 esdevé abat del monestir de Sant Cugat del Vallès, fins al 1659.
Havia participat en les deliberacions sobre les contrafaccions dels soldats reials a Perpinyà el 1640 i que havien estat una de les causes de la Revolta dels Segadors.
Des de bon començament havia topat amb les autoritats borbòniques pels seus abusos i, en concret, amb Pèire de Marca qui pretenia segrestar els béns eclesiàstics de Barcelona i Girona. De Marca, el va denunciar als francesos per a poder fer una pinça entre França i Espanya contra Gispert d'Amat, però el gran suport que tenia als principals capítols va aconsellar als francesos a guanyar-se'l i el varen anomenar abat d'Arles amb una pensió de 1.000 escuts anuals.
No va fer efecte aquesta aportació i Gispert d'Amat va seguir censurant les actuacions franceses, exigint, per exemple, que els governadors de les fortaleses militars fossin catalans i no francesos. Aquesta tenacitat va fer que els francesos cerquessin suport en Josep de Margarit i de Biure contra Gispert d'Amat, mentre que la Generalitat preparava un memorial de greuges per a presentar al virrei. Primer un intent de conspiració el 1645 contra el diputat eclesiàstic orquestrat des de dins la noblesa catalana per mirar de retornar a l'obediència espanyola i, a continuació, el mateix Gispert encapçalant una esquadra per a revoltar als ciutadans barcelonins a començament de 1646, van acabar en una acusació de traïció contra Gispert d'Amat i la seva detenció el 20 de febrer de 1646. Per aquesta operació d'Amat comptava amb l'assessor Josep d'Amigant i Carreras, la baronessa d'Albi Hipòlita d'Aragó i l'abat de Sant Pau del Camp.
El 6 d'abril el canonge d'Urgell, Bartomeu Viver, va substituir Gispert i el 15 de juliol de 1647, fins i tot va ser desinsaculat.
Haurien de passar uns anys fins que les relacions entre França i Espanya es normalitzessin i que tots els que havien sofert represàlies anessin retornant a la normalitat.
El 27 de gener de 1653 Gispert d'Amat tornaria a formar part d'una trenta-sisena, un cop rehabilitat el seu honor.